# Балтимор (аеродром)
Балтимор — військовий аеродром у Радянському районі міста Воронеж поблизу мікрорайону «Тінистий» та дачних кооперативів «Ближні сади» та «Дальні сади».
На аеродромі дислокується 47-й бомбардувальний авіаційний полк 105-ї змішаної авіаційної дивізії оснащений літаками Су-34.

## Історія
Аеродром заснований у 1930-х роках. Колишня назва: Воронеж-Б.
До кінця 2009 року тут дислокувалися 105-а змішана авіаційна дивізія та 455-й бомбардувальний авіаційний полк обидва зі складу 16-ї повітряної армії/командування спеціального призначення, командування ВПС Московського військового округу. Після реформування ВПС у 2009-10 роках він став штабом 7000-ї авіабази.
На аеродромі дислокується 47-й бомбардувальний (раніше змішаний) авіаційний полк (в/ч 45117) 105-ї змішаної авіаційної дивізії 6-ї армії ВПС та ППО Західного військового округу (літаки Су-34). Цей полк став першим лінійним полком ВПС (ВКС) Росії, переозброєним на фронтові бомбардувальники Су-34, отримавши у 2011—2013 роках 24 літаки цього типу. Також планувалося отримання нових літаків 5 покоління Су-57 та утворення нової ескадрильї, але через низку причин від цього довелося відмовитися.
У найближчі роки на аеродромі планується збудувати другу злітно-посадкову смугу. Проти проєкту розширення аеродрому виступають жителі прилеглих до «Балтимор» мікрорайонів Воронежа.
З 2013 року на території почалася реконструкція аеродрому. На цей період всю авіатехніку було передислоковано на аеродром у Бутурлинівці. З 15 листопада 2021 року закінчено реконструкцію аеродрому. Авіатехніка повернулася з аеродрому Бутурлинівка на постійне місце дислокації. Аеродрому «Балтимор» після технічної експертизи присвоїли вищий клас. Нова смуга, зроблена з армованого монолітного бетону завтовшки 60 сантиметрів, стала ширшою і довшою за колишню на кілометр. Розташування руліжних доріжок теж поміняли. Так літаки швидше звільнятимуть смугу. Зазначимо, що «Балтимор» може приймати будь-які літаки, що стоять на озброєнні повітряно-космічних сил Росії, а також цивільні будь-якої маси. У бомбардувальному полку є сучасні літаки покоління 4+. А бомбардувальники Су-34 порівняно зі своїми попередниками мають більш сучасні двигуни.

### Російсько-українська війна
Використовується ПКС РФ для нанесення авіаударів по території України з 24 лютого 2022 року.
9 травня 2023, за повідомленнями преси, аеродром був атакований ракетою, яка була збита силами місцевої ППО.

## Катастрофи та інциденти
- 26 червня 2000 екіпаж полковника Юрія Баркалова і майора Леоніда Бездєткіна зі складу 455-го бомбардувального авіаполку припустився помилки на посадці. Літак з занадто великою швидкістю торкнувся злітно-посадкової смуги, після чого стійка шасі пробила паливний бак і літак спалахнув. Після другого удару об землю за командою керівника польотів екіпаж благополучно катапультувався[5][6].

- 20 вересня 2023 за 30 кілометрів від аеродрому Балтимор упав бомбардувальник Су-34, екіпаж встиг катапультуватися.[7][8]